# お達者ですか 孫の○○です。
お達者ですか 孫の○○です。（おたっしゃですか　まごのまるまるです。）は北陸放送で制作・放送されていたラジオ番組である。
「○○」の部分には担当していた女性アナウンサーの名前が入る。例えば、後述の上坂典子担当時代は「お達者ですか 孫の典子です。」となる。

## 放送時間
- 日曜日7:00 - 7:20（JST）   
  - （2015年9月までは、 6日遅れの土曜日5:20 - 5:40JSTにも再放送を行っていた。）

## パーソナリティ
過去
- 赤間有華（2018年6月3日 - 2019年2月24日）
- 小野塚愛美（2016年12月11日 - 2018年5月27日）
- 西尾知亜紀（ - 2016年11月27日）
- 堀越純子
- 小川亜希子
- 佐藤茜
- 大隅智子
- 石井稔子
- 上坂典子（初代パーソナリティ）

※いずれもMROアナウンサーとして担当。退社によってパーソナリティ交代となるパターンが見られた。

## 内容
毎週テーマを決めて、そのテーマに関するメッセージを読み上げ、リスナーからの楽曲リクエストにも応じていた。なお、投稿は葉書のみで受け付けていた。日曜早朝という放送時間や「お達者ですか」「孫の」というタイトルの通り、当初コンセプトとしては高齢者の聴取を想定し、孫くらいの歳の女性アナウンサーの孫が祖父母と話すような形となっていたが、実際にはリスナー層は老若男女多岐にわたった。